# صاعود
الصاعود هو الاسم الذي يطلق على الفلاح الذي يعمل على خدمة النخلة مستحدمآ التبلية.
يقوم الصاعود بعمله في تلقيح النخيل وتركيز عثوق التمر وجني التمر والبلح, أضافة إلى تكريب النخل.